# Lara Chedraoui
Lara Chedraoui (Brussel, 30 juli 1985) is een Belgische muzikant, bekend als frontvrouw van de band Intergalactic Lovers, en actrice.
In 2023 won ze een gedeelde Ensor voor de muziek van de serie Roomies. Ze werd, met haar band, vijf keer genomineerd voor een Music Industry Award, waarvan ze er één wist te winnen. Begin 2015 werd ze door Humo's Pop Poll uitgeroepen tot beste Belgische zangeres. De serie Lost Luggage, waarin ze de hoofdrol speelde, won in 2022 de European Script Award op het filmfestival van Genève. In 2018 won ze samen met Sofie Engelen de prijs voor beste radio op de Cutting Edge Awards, voor hun programma op Studio Brussel.

## Biografie

### Persoonlijk
Chedraoui is de dochter van een Libanese vader en een Belgische moeder. Ze werd op 30 juli 1985 geboren in Brussel, maar woonde tot haar zevende in Lomé, de hoofdstad van Togo. Haar moeder werkte hier als verpleegster en later voor de Braziliaanse ambassade. Chedraoui ging naar een Engelstalige school, waardoor ze zowel Nederlands als Engels als moedertaal heeft. Na de mislukte staatsgreep van het leger in 1992 verhuisde ze met haar moeder en zus naar het Belgische Aalst. De bedoeling was om tijdelijk in België te blijven, en na de onrust naar Togo terug te keren. Dit gebeurde uiteindelijk niet. In Aalst volgde Chedraoui haar humaniora aan het Sint-Jozefscollege. Ze studeerde af in Latijn-Moderne Talen. Chedraoui kwam in 2003 voor het eerst in de media terecht, via een artikel in De Standaard. Ze nam toen deel aan een actie rond fotografie van culturele diversiteit in Aalst. Al sinds haar zestiende verzamelt Chedraoui analoge fototoestellen.
Vervolgens studeerde ze drie jaar Rechten aan de Universiteit Gent, met als doel oorlogsverslaggever te worden. Ze maakte deze studie echter niet af. Hierna ging ze Theater, film en literatuur aan de Universiteit Antwerpen studeren. Ook deze studie stopte ze na drie jaar. Ze woonde dan al enkele jaren in Antwerpen, en werkte daar twaalf jaar lang in een café. Ook solliciteerde ze bij Rudi Vranckx, een oorlogsverslaggever van de VRT, voor een job op zijn redactie. Hoewel ze op gesprek mocht komen, werd ze niet aangenomen. Later, in 2023, zou Vranckx Chedraoui vragen voor een deelname aan Tussen oorlog en leven, maar dit weigerde ze. In 2022 deed Chedraoui vrijwilligerswerk in een vluchtelingenkamp in Duinkerke.

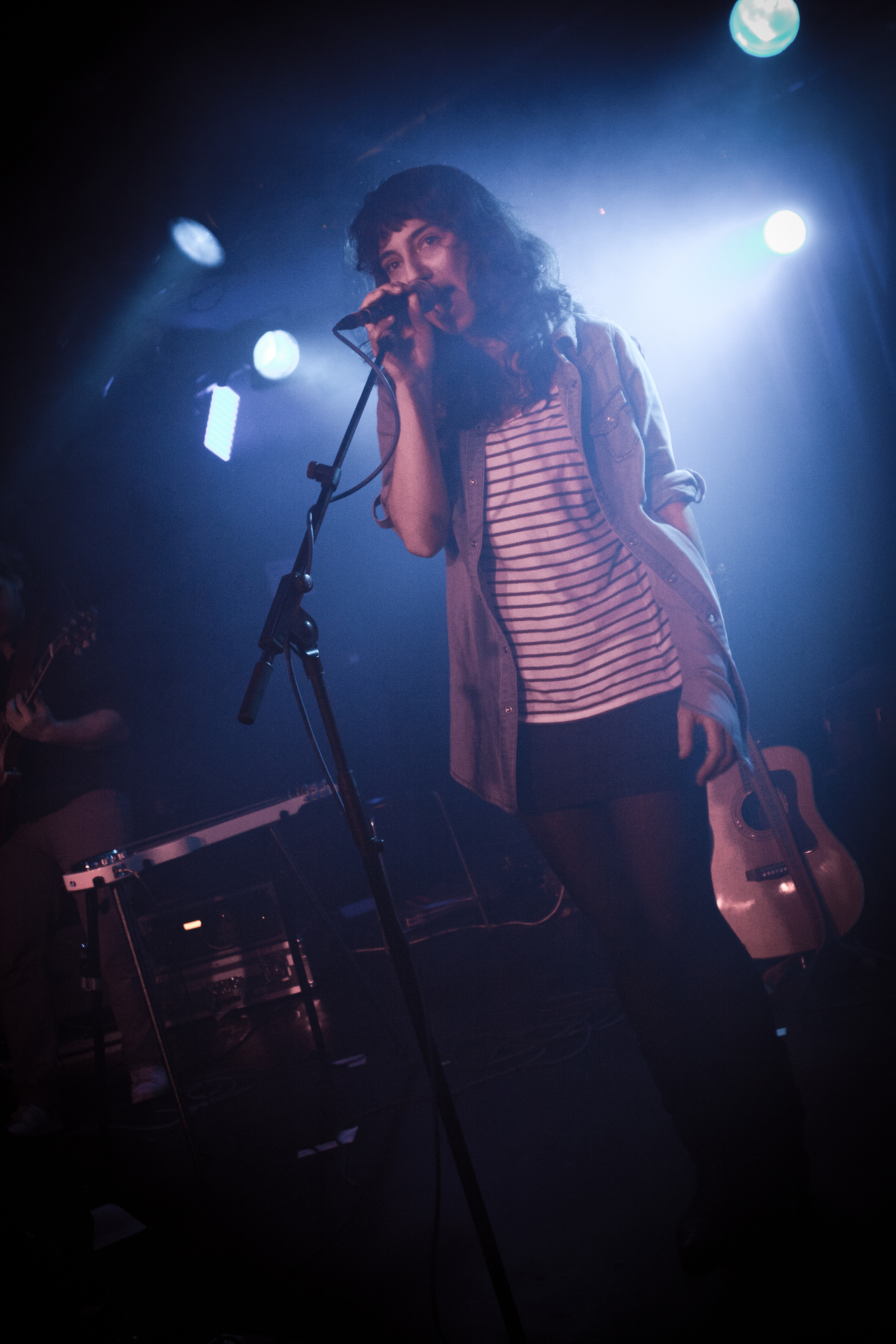
Chedraoui in 2011

### Muziek
Chedraoui ontdekte haar passie voor muziek via de scouts. Haar latere bandleden, Brendan Corbey, Maarten Huygens en Raf De Mey, waren haar leiders bij Scouts Sint-Kristoffel. Ze hoorden haar zingen aan het kampvuur, en vroegen haar of ze lid wilde worden van hun band. Haar eerste optreden gaf Chedraoui op haar achttiende, in het Aalsters Jeugdhuis Ypsilon, om geld op te halen voor haar scoutsgroep. In 2008 nam ze met haar band deel aan Humo's Rock Rally onder de naam Free Zamunda! Ze raakten niet door de demo-selectie. Ze veranderden dat jaar nog de naam van hun band naar Intergalactic Lovers. In 2009 wonnen Chedraoui en haar bandleden zowel Dé Vedette, De Beloften als het Oost-Vlaams Rockconcours. Die laatste wedstrijd vond plaats in De Vooruit in Gent. In 2010 was Chedraoui te horen op Wanderland, een single van Hermanos Inglesos. Ze deed dit onder het pseudoniem meme. De eerste single van Intergalactic Lovers werd een jaar later uitgebracht. Dit nummer, Fade Away, werd meteen op onder andere Radio 1 en Studio Brussel gespeeld.
Het debuutalbum van Intergalactic Lovers, Greetings & Salutations, verscheen op 25 maart 2011. Het werd opgenomen in Duitsland en gemasterd in de Britse Abbey Road Studios. Het album werd voorgesteld in een uitverkochte Gentse Handelsbeurs. Na de release ervan speelde Chedraoui met haar band onder andere het voorprogramma van The Scabs in de Antwerpse Lotto Arena en Buffalo Tom in de Brusselse Ancienne Belgique. Ook gingen ze op internationale tournee met dEUS en Puggy. De Morgen beschreef Chedraoui's stem begin 2011 als een versmelting van Carol van Dijk en Alela Diane. De Standaard schreef dat de band "melodieuze, avontuurlijke rockmuziek maakt met de unieke en bezwerende stem van zangeres Lara Chedraoui als bindweefsel." Deze krant vergeleek Chedraoui met Feist en Joan Wasser. Op de Music Industry Awards 2011 wist Intergalactic Lovers Doorbraak van het jaar te winnen. In 2012 was Chedraoui te horen op de single Fate & Glory van Montevideo, en op Howl van Drive Like Maria. Dat jaar zong ze enkele covers met pianobegeleiding van Guy Van Nueten in Acht Academy. Ze werd toen ook genomineerd voor beste Belgische zangeres in Humo's Pop Poll, maar verloor deze van Selah Sue. In maart 2013 speelde Chedraoui met haar band voor het eerst in de Verenigde Staten, waar ze als enige Belgische band optraden op South by Southwest.

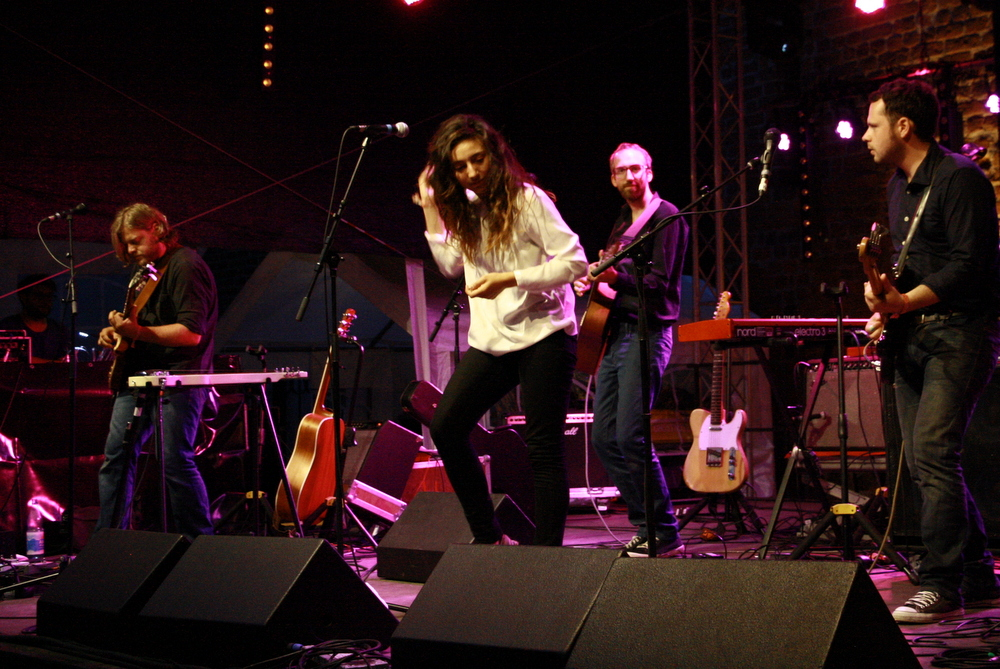
Chedraoui met haar band in 2014

Intergalactic Lovers' tweede album Little Heavy Burdens verscheen drie jaar na het eerste, op 14 februari 2014. Het album werd grotendeels in Italië gecreëerd. Enkele nummers op het album werden geschreven voor de film Code 37. Het nummer Northern Rd. was te horen in de begingeneriek van de internationale politieserie The Team. Het nummer werd gekozen boven nummers van onder andere de Amerikaanse band The Afghan Whigs. In 2014 trad Chedraoui met haar band ter ere van 35 jaar Ancienne Belgique op in de zaal, samen met Girls in Hawaii en Mauro Pawlowski. Onder andere koning Filip en koningin Mathilde waren hierbij aanwezig. Ook was ze dat jaar te horen op het album Cover Sessions van Expats. Hierop zong ze een cover van het nummer Another World van Joe Jackson. Intergalactic Lovers werd genomineerd voor drie prijzen op de Music Industry Awards 2014, namelijk voor beste album, beste groep en beste alternative. De video van het nummer Islands werd genomineerd voor het Ibiza Music Video Festival. Begin 2015 werd het album ook genomineerd voor beste Belgische album bij Humo's Pop Poll. In diezelfde poll werd Chedraoui verkozen tot beste Belgische zangeres.
In 2015 was Chedraoui te zien op de Paris Fashion Week, bij een performance van A.F. Vandevorst. Joris Van de Moortel toonde hier zijn werk White light paint it white. Hierbij werden de modellen, het publiek, de band en Chedraoui bespoten met witte verf. Chedraoui zong tijdens de performance het nummer White light/White heat van The Velvet Underground. Dat jaar kwam ook de single Self Control uit, waarop Chedraoui opnieuw met Hermanos Inglesos samenwerkte. Op twee weken tijd had deze single onverwachts al bijna een miljoen streams op Spotify. Met Helmut Lotti bracht Chedraoui eveneens een nummer uit, Hashivenu, op Lottis album Faith, Hope & Love. Ook werd de band genomineerd voor beste Belgische band in Humo's Pop Poll, net als Chedraoui zelf als beste zangeres. Een jaar later was ze opnieuw te horen met Drive Like Maria, op het nummer Will We Ever.

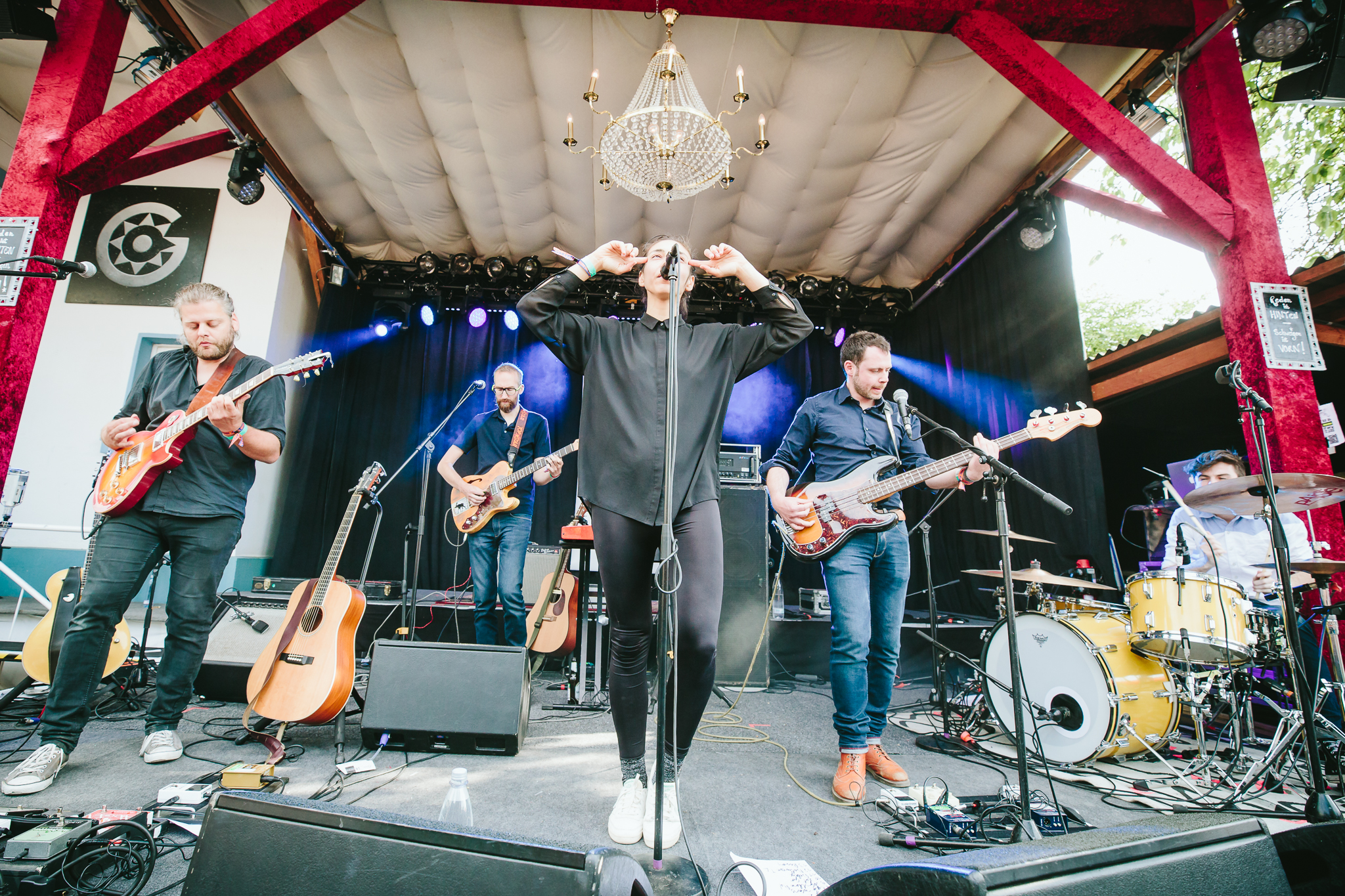
Chedraoui met haar band in 2018

Het derde album van de band verscheen op 15 september 2017, en kreeg de naam Exhale. Het album was een ode aan René Magritte. Gil Norton, die eerder al samenwerkte met onder andere Pixies en Foo Fighters, was de producer van het album. Dat jaar speelde Chedraoui en haar band onder andere op het Zuid-Afrikaanse festival Oppikoppi en op Pukkelpop in België. Dat laatste concert kreeg veel lovende reviews. Chedraoui was dat jaar te horen op een nieuwe versie van Meisjes, een nummer van Raymond van het Groenewoud. Ze zong hier naast onder andere Slongs Dievanongs, Tine Reymer, Hannelore Bedert en Lady Linn. Op de Music Industry Awards 2017 wist Intergalactic Lovers een nominatie in de wacht te slepen voor beste videoclip, met hun video van Between the Lines. Op het festival Gladiolen speelde Chedraoui in 2019 een DJ-set. Dat jaar werd het nummer Delay, dat eerder op het album Greetings & Salutations stond, gebruikt in de film Le Jeune Ahmed van Luc Dardenne en Jean-Pierre Dardenne. Deze film werd onder andere genomineerd voor de Gouden Palm op het Filmfestival van Cannes, en won op datzelfde festival de prijs voor beste regie. Begin 2020 verscheen de reclamecampagne Something to Share van Douwe Egberts, waarvoor Chedraoui de zang verzorgde.
In 2021 bracht ze met haar band twee singles uit. Hun passage op Pukkelpop kreeg opnieuw lovende recensies, zo noemde Humo haar "de meest aanstekelijke frontvrouw van de Lage Landen." Ze bracht dat jaar samen met Monodor het nummer Life In Colour uit. Dit lied vormde de soundtrack van de documentairereeks Het leven in kleur. Op 18 februari 2022 verscheen het vierde album van Intergalactic Lovers, Liquid Love. Dat jaar stond ze samen met Otto-Jan Ham op het podium van Pukkelpop. Nadat de band eerder al verschillende Radio 1 Sessies voor andere artiesten, zoals Novastar, Het Zesde Metaal, Leonard Cohen en The Beatles, speelde, kreeg Intergalactic Lovers in 2022 hun eigen Radio 1 Sessie. De muzikale gasten waren Marble Sounds, Flip Kowlier, Lennert Coorevits en Helmut Lotti. Eind 2022 werd het album genomineerd voor beste Belgische album bij Humo's Pop Poll. In 2023 won Chedraoui een gedeelde Ensor voor Beste muziek, voor haar bijdrage aan de soundtrack van de serie Roomies. In november 2023 stond ze samen met onder andere Charlotte Adigéry en DAAN op het podium van De Vooruit, voor de benefietactie Oxfam voor Gaza. Eind 2023 was ze te horen op de single Hold Me Now van Floris Francis Arthur. In maart 2024 was Chedraoui te horen op het nummer Better, I Swear van BLUAI. Een maand later speelde ze samen met Senne Guns een cover van I Want to Break Free van Queen in Ik vraag het aan op VRT 1. Ook speelde en zong ze, naast onder andere Viviane De Muynck, mee in Winterreise, een muziek-theatervoorstelling gebaseerd op de liederencyclus van Franz Schubert en in regie van Jan Sobrie.

### Media
Op 9 april 2014 was Chedraoui te zien in De Ideale Wereld, een talkshow gepresenteerd door Otto-Jan Ham. In 2014 en 2021 vormde Intergalactic Lovers het onderwerp van een aflevering van De Toots Sessies. Van 2016 tot en met 2018 was Chedraoui te horen op Studio Brussel, waar ze samen met Sofie Engelen op zondagavond het programma Engelen en Chedraoui presenteerde. Hiervoor wonnen ze in 2018 de Cutting Edge Award voor beste radio. In 2017 was Chedraoui te gast in Winteruur, een programma van Wim Helsen op Canvas. Ze las hier een fragment uit Letters to a Young Poet van Rainer Maria Rilke voor. Later dat jaar draaide een aflevering van Belpop Bonanza TV rond Chedraoui. Ook was ze te gast bij Van Gils & gasten. In 2019 was Chedraoui te zien in Dagelijkse kunst, een videoreeks van Klara. Hierin toonde ze haar verzameling lege notitieboekjes. Eind 2021 was ze te zien in de kortfilm Wacht, naast onder andere Charlotte De Bruyne. Deze film kende zijn debuut op het Internationaal Kortfilmfestival Leuven. Ze was in diezelfde periode te zien in de talkshow De Tijdloze op Canvas, samen met Michèle Cuvelier, Bent Van Looy en Lennert Coorevits. Chedraoui trok als reporter voor het programma naar het Verenigd Koninkrijk.
In 2022 kwam de documentaire In mijn hoofd uit, gemaakt door Chedraoui en Karel Van Mileghem. Ook werd een kortfilm met daarin Chedraoui voorgesteld op het Filmfestival van Oostende. Deze diende ter begeleiding van Liquid Love, het nieuwe album van Intergalactic Lovers. De band gaf ook een optreden op het filmfestival. Ze was tweemaal te horen in De Popcast, een podcast van Stijn Van de Voorde, eerst naast Liam Gallagher en Otto-Jan Ham en daarna naast Gwen Vanderstraeten. Chedraoui speelde dat jaar bovendien de hoofdrol in de serie Lost Luggage. Ze vertolkte de rol van Samira Laroussa, een politievrouw die na de aanslagen in Brussel op 22 maart 2016 de achtergebleven bagage op Brussels Airport terug bij de eigenaars moest krijgen. De serie was genomineerd voor de Prix Europa voor beste fictie en won de European Script Award op het filmfestival van Genève. Eind 2022 was ze opnieuw te zien in De Tijdloze, opgenomen in Buda Kunstencentrum in Kortrijk. Chedraoui trok voor het programma naar New York, waar ze onder andere Hotel Chelsea bezocht en Laurie Anderson interviewde.
In 2023 was ze te zien in het praatprogramma Amai zeg wauw!, naast Otto-Jan Ham. Chedraoui verzorgde de intakegesprekken met de centrale gasten, en maakte deel uit van de huisband met onder andere Senne Guns en Nele Paelinck. Ze speelde dat jaar ook mee in het tweede seizoen van De twaalf, als Loubna Koumiza. De band vormde dat jaar het onderwerp van een aflevering van de reeks Monologue van Proximus Pickx. Chedraoui was bovendien de Engelstalige verteller van de internationale podcastreeks Transmission van het Instituut voor Tropische Geneeskunde. Ze maakte aan het einde van dat jaar haar opwachting in de Duitse serie Haus aus Glas als Bahar. Dit was haar eerste internationale acteerprestatie. In het tweede seizoen van Amai zeg wauw!, dat werd uitgezonden in 2024, verzorgde Chedraoui dezelfde functie. Dat jaar verscheen ook Grip, een documentaire waarvoor Chedraoui de muziek verzorgde. Ook maakte ze haar derde verschijning in De Popcast, naast Ham en Kirsten Lemaire, waarmee ze samen in de band Hairbaby zit.

### Gezondheid
Op 8 april 2020 bleek dat Chedraoui COVID-19 had opgelopen. Hierdoor bleef ze vijf weken in isolatie op haar slaapkamer in haar ouderlijk huis, en moest ze daarna lang revalideren. Artsen konden Chedraoui niet verzekeren dat haar stem volledig zou terugkomen, waardoor ze hogere noten niet kon zingen. Het voortbestaan van Intergalactic Lovers hing aan een zijden draadje. Later bleek ze te lijden aan long covid. Chedraoui heeft bovendien een tijdlang aan insomnia geleden. Na een werkongeval met enkele glazen in het café waar ze werkte, kan ze geen gitaar meer spelen. Ze sneed met een stuk glas in haar duim en pols, waardoor haar pezen werden beschadigd. Daarnaast heeft ze hooikoorts en lijdt ze aan tinnitus.

## Filmografie
Enkel niet-muzikale passages.
- De Ideale Wereld (2014, VIER) - gast
- Winteruur (2017, Canvas) - gast
- Belpop Bonanza TV (2017, Canvas) - gast
- Van Gils & gasten (2017, Eén) - gast
- Dagelijkse kunst (2019, Klara) - gast
- De Tijdloze (2021-2022, Canvas) - reporter
- Wacht (2021, kortfilm) - barvrouw
- Liquid Love (2021, kortfilm) - verteller
- Lost Luggage (2022, Eén) - Samira Laroussa (hoofdrol)
- De Popcast (2022-2024, StuBru) - gast (3 afleveringen)
- Amai zeg wauw! (2023-2024, VRT 1) - intakegesprek & huisband
- De twaalf (2023, VRT 1) - Loubna Koumiza
- Transmission (2023, ITG) - verteller
- Haus aus Glas (2023, Das Erste) - Bahar Chedraoui